# 中央前橋站

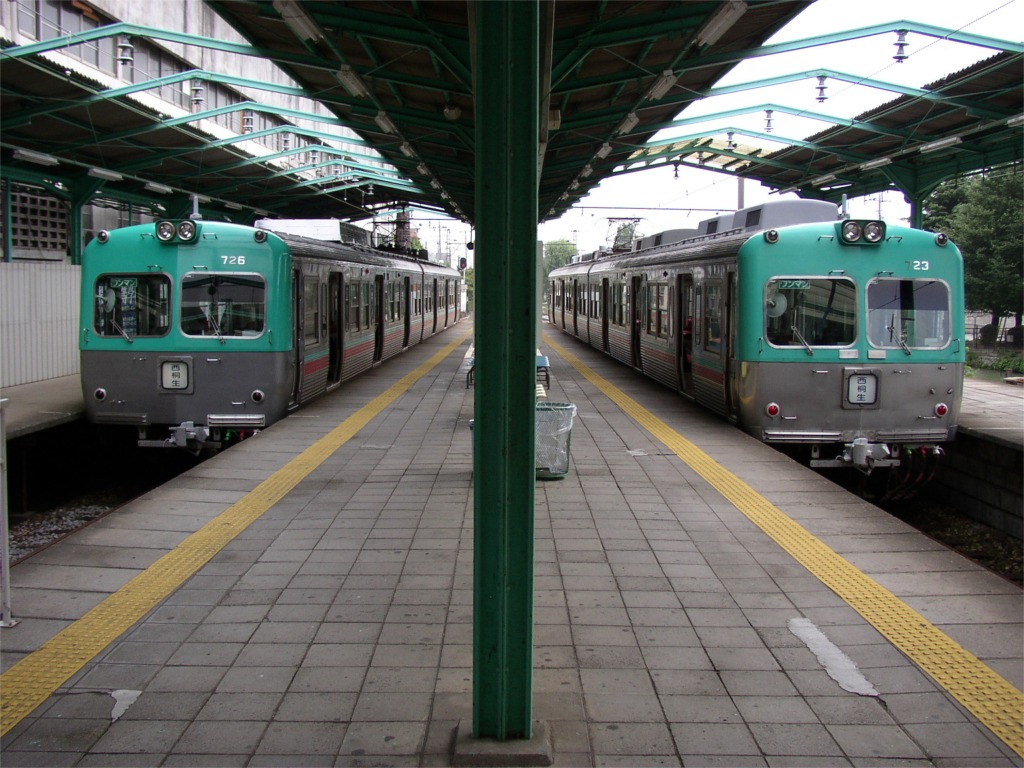
月台停車中的列車（2004年8月27日）。左邊建築物是上電總部大廈。

中央前橋站（日语：／ Chūō-Maebashi eki */?）是位於群馬縣前橋市城東町三丁目1番1號，上毛電氣鐵道的上毛線車站（起點站）。

## 車站構造
此站是地面車站，設有3面3線的港灣式月台。此站是直營車站。
在檢票口外設有候車室和商店，月台北邊設有上毛電氣鐵道總部「上電本社大廈」。月台南邊設有並行的廣瀨川。在車站大樓南邊設有單車停泊處和巴士迴旋路，上述設施均建設在廣瀨川的暗渠上。
車站西邊就有縣道路。此站距離前橋站約1公里，兩站之間設有由日本中央巴士使用復古風巴士的穿梭巴士。在2019年11月尾，於星期六、日及假期試驗駛入櫸樹Walk前橋，並試用自動駕駛巴士行走。詳情參見「#巴士路線」。

### 月台
| 月台    | 路線    | 方向                   |
| ------- | ------- | ---------------------- |
| 1、2、3 | ■上毛線 | 大胡、赤城、西桐生方向 |

## 使用狀況
以下為近年一日平均上下車人次。
| 上下車人次變化 | 上下車人次變化      |
| 年度           | 一日平均 上下車人次 |
| -------------- | ------------------- |
| 2001           | 2,327               |
| 2002           | 2,345               |
| 2003           | 2,230               |
| 2004           | 1,951               |
| 2005           | 1,904               |
| 2006           | 1,899               |
| 2007           | 1,872               |
| 2008           | 1,860               |
| 2009           | 1,742               |
| 2010           | 1,701               |
| 2011           | 1,677               |
| 2012           | 1,623               |
| 2013           | 1,713               |
| 2014           | 1,664               |
| 2015           | 1,736               |
| 2016           | 1,688               |
| 2017           | 1,702               |
| 2018           | 1,667               |

## 車站周邊
此站位於前橋市中心，車站附近設有6間酒店，也有許多餐廳。
- 上毛電氣鐵道總部
- 群馬縣廳舍（日语：群馬県庁舎）
- 前橋市政廳（日语：前橋市役所）
- 廣瀨川（日语：広瀬川 (群馬県)）
- 同仁醫院
- 前橋中央郵局（日语：前橋中央郵便局）（暨郵貯銀行前橋店）
- 前橋本町郵局
- 前橋本町一郵局
- 鈴蘭（日语：スズラン (百貨店)）前橋店
- 前橋廣場元氣21、前橋兒童圖書館
- Art前橋（日语：アーツ前橋）
- 前橋文學館（日语：文学館）
- 群馬縣民會館（日语：群馬県民会館）（Beisia（日语：ベイシア）文化會堂）

## 巴士路線
| 乘車場           | 系統                                 | 主要途經                                                         | 目的地                 | 巴士公司     | 備註               |
| ---------------- | ------------------------------------ | ---------------------------------------------------------------- | ---------------------- | ------------ | ------------------ |
| 站前廣場         | 穿梭巴士                             |                                                                  | 前橋站                 | 日本中央巴士 |                    |
| 站前廣場         | 川曲線                               | 縣廳前、新前橋站、前箱田團地                                     | 群馬醫療福祉大學前     | 日本中央巴士 |                    |
| 站前廣場         | 京目線                               | 前橋站、縣廳前、新前橋站、京目                                   | 高崎站                 | 上信電鐵     |                    |
| 站前廣場         | 北循環                               | Q之廣場前、綜合教育廣場前、綜合福祉會館前、中央前橋站            | Q之廣場前              | My巴士       |                    |
| 站前廣場         | 東循環（左回）                       | 本町                                                             | 前橋站                 | My巴士       |                    |
| 站前廣場         | 東循環（右回）                       | 城東站前、日赤入口、協立醫院前                                   | 前橋站                 | My巴士       |                    |
| 沿縣道（北方向） | 群馬總社站線                         | 群大醫院、敷島公園巴士總站                                       | 群馬總社站             | 日本中央巴士 |                    |
| 沿縣道（北方向） | 富士見溫泉線                         | 青柳、田島十字路、山口                                           | 富士見公民館           | 日本中央巴士 |                    |
| 沿縣道（北方向） | 富士見溫泉線                         | 青柳、田島十字路、富士見公民館、石井                             | 富士見溫泉             | 日本中央巴士 |                    |
| 沿縣道（北方向） | 西大室線                             | 片貝、赤坂電停、城南運動公園                                     | 大室公園               | 日本中央巴士 |                    |
| 沿縣道（北方向） | 赤城山直通巴士                       | 富士見溫泉、畜產試驗場入口、赤城少年自然之家                     | 赤城山訪客中心         | 關越交通     | 星期六日及假日服務 |
| 沿縣道（北方向） | 赤城山線                             | 縣前橋合同廳舍入口、畜產試驗場入口、富士見溫泉、赤城少年自然之家 | 赤城山訪客中心         | 關越交通     | 星期六日及假日服務 |
| 沿縣道（北方向） | 富士見溫泉線                         | 縣前橋合同廳舍入口、畜產試驗場入口、富士見溫泉                   | 國立赤城青少年交流之家 | 關越交通     |                    |
| 沿縣道（北方向） | 新前橋站西口線                       | 問屋會館前、元總社                                               | 新前橋站西口           | 群馬中央巴士 |                    |
| 沿縣道（北方向） | 荻窪公園線                           | 綜合福祉會館、縣民健康科學大學前、高花台團地、小坂子             | 荻窪公園               | 永井運輸     | 夜以外運転         |
| 沿縣道（北方向） | 荻窪公園線                           | 日吉町、縣民健康科學大學前、高花台團地、小坂子                   | 荻窪公園               | 永井運輸     | 晚上服務           |
| 沿縣道（北方向） | 嶺公園線                             | 學校前、勝澤町                                                   | 嶺公園                 | 永井運輸     |                    |
| 沿縣道（北方向） | 嶺公園線                             | 綜合福祉會館、縣民健康科學大學前、高花台團地                     | 嶺公園                 | 永井運輸     |                    |
| 沿縣道（南方向） | 西大室線                             | 前橋站                                                           | 縣廳前                 | 日本中央巴士 |                    |
| 沿縣道（南方向） | 群馬總社站線 富士見溫泉線            |                                                                  | 前橋站                 | 日本中央巴士 |                    |
| 沿縣道（南方向） | 赤城山直通巴士 赤城山線 富士見溫泉線 | 前橋站                                                           | 櫸樹Walk前橋           | 關越交通     |                    |
| 沿縣道（南方向） | 新前橋站西口線                       |                                                                  | 前橋站前               | 群馬中央巴士 |                    |
| 沿縣道（南方向） | 荻窪公園線 嶺公園線                  | 前橋站、縣廳前                                                   | 前橋公園               | 永井運輸     |                    |

- 各公司的巴士站名相異，包括了「中央前橋站」、「中央前橋站前」和「中央站」。

## 歷史
在車站啟用當初設有車站大樓暨食堂，但是在太平洋戰爭下因空襲而燒毀。後來，車站建設了名為「上電廣場」的車站大廈，大廈內設有保齡球場。在末期設有彈珠機店，最後在1997年（平成9年），所有租戶都遷出大廈。
「上電廣場」的車站大廈在1999年（平成11年）10月拆毀。並於2000年（平成12年）於同一地方建設全玻璃的車站大樓。此站雖然是有人車站，但是在早上和深夜沒有職員於櫃臺當值。
- 1928年（昭和3年）11月10日 - 車站啟用[3]。
- 1945年（昭和20年）8月5日 - 因前橋空襲使車站大樓被燒毀。後來急速地建設車站大樓暫時使用。
- 1971年（昭和46年）11月19日 - 車站大廈「上電廣場」落成。車站大樓遷移。
- 2000年（平成12年）12月25日 - 新車站大樓落成。在27日起開始使用。

## 相鄰車站
上毛電氣鐵道
上毛線
中央前橋－城東

## 注腳
1. ↑  . 日本経済新聞. 2019-12-02  [2024-12-27]. （原始内容存档于2020-01-13） （日语）.
2. ↑  . nlftp.mlit.go.jp.   [2024-12-27]. （原始内容存档于2020-12-15）.
3. ↑  「地方鉄道運輸開始」『官報』1928年11月19日（國立國會圖書館數碼化收藏）

## 外部連結
- 上毛電氣鐵道　沿線資訊 （页面存档备份，存于）（日語）
- 上毛電氣鐵道 （页面存档备份，存于）（日語）
- 日本中央巴士 （页面存档备份，存于）（日語）